# Hypnodontopsis apiculatus
Hypnodontopsis apiculatus là một loài rêu trong họ Rhachitheciaceae. Loài này được Z. Iwats. & Nog. mô tả khoa học đầu tiên năm 1957.